# Miss France 2015
Miss France 2015 est la 85e élection de Miss France. Elle a eu lieu le 6 décembre 2014 au Zénith d'Orléans.
C'est la première fois que cette élection se tient à Orléans et la troisième fois dans la région Centre, après Miss France 1966 et Miss France 2005.La cérémonie est diffusée en direct sur TF1 et est présentée par Jean-Pierre Foucault (pour la 20e année consécutive), Sylvie Tellier (pour la 7e année consécutive) et Thierry Baumann au rappel des consignes de votes pour la 4e année consécutive). 
Au terme de cette soirée, c’est Camille Cerf, Miss Nord-Pas-de-Calais 2014 qui est élue Miss France 2015, succédant ainsi à Flora Coquerel, Miss Orléanais 2013 et Miss France 2014. Elle est la première Miss Nord-Pas-de-Calais à être élue Miss France.

## Classement final
| Résultat final   | Candidate | Concours internationaux                 |
| ---------------- | --- | --------------------------------------- |
| Miss France 2015 | - Nord-Pas-de-Calais — Camille Cerf | - Top 15 à Miss Univers 2014            |
| 1re dauphine     | - Tahiti — Hinarere Taputu | - Top 11 à Miss Monde 2015              |
| 2e dauphine      | - Côte d'Azur — Charlotte Pirroni | - Non classée à Miss International 2015 |
| 3e dauphine      | - Aquitaine — Malaurie Eugénie |                                         |
| 4e dauphine      | - Alsace — Alyssa Wurtz | - Top 16 à Miss Terre 2015              |
| Top 12           | - Picardie — Adeline Legris-Croisel (5e dauphine) - Nouvelle-Calédonie — Mondy Laigle (6e dauphine) - Roussillon — Cheana Vila Real Coimbra - Provence — Anne-Laure Fourmont - Guadeloupe — Chloé Mozar - Île-de-France — Margaux Savarit - Centre — Amanda Xeres |                                         |

## Ordre d'annonce des finalistes
| 1. Aquitaine, annoncée par Sylvie Tellier 2. Roussillon, annoncée par Flora Coquerel 3. Guadeloupe, annoncée par Jean-Pierre Foucault 4. Picardie, annoncée par Sylvie Tellier 5. Provence, annoncée par Flora Coquerel 6. Tahiti, annoncée par Jean-Pierre Foucault 7. Île-de-France, annoncée par Sylvie Tellier 8. Nouvelle-Calédonie, annoncée par Flora Coquerel 9. Alsace, annoncée par Jean-Pierre Foucault 10. Côte d'Azur, annoncée par Sylvie Tellier 11. Nord-Pas-de-Calais, annoncée par Flora Coquerel 12. Centre, annoncée par Jean-Pierre Foucault | 1. Alsace, annoncée par Jean-Pierre Foucault 2. Tahiti, annoncée par Sylvie Tellier 3. Côte d'Azur, annoncée par Flora Coquerel 4. Nord-Pas-de-Calais, annoncée par Jean-Pierre Foucault 5. Aquitaine, annoncée par Sylvie Tellier |

## Préparation
Les Miss sont présentées à la presse le 13 novembre 2014. Le lendemain, elles partent toutes en compagnie de Flora Coquerel et Sylvie Tellier pour Punta Cana en République dominicaine.
Elles sont revenues des Antilles le 22 novembre 2014 pour répéter les chorégraphies de l'élection.

## Candidates
| Région                  | Nom                     | Âge    | Taille | Résidence               | Élue le                                  | Classement final                         |
| ----------------------- | ----------------------- | ------ | ------ | ----------------------- | ---------------------------------------- | ---------------------------------------- |
| Miss Alsace             | Alyssa Wurtz            | 24 ans | 1,75 m | Drusenheim              | 20 juin 2014 à Colmar                    | 4e dauphine                              |
| Miss Aquitaine          | Malaurie Eugénie        | 20 ans | 1,76 m | Biganos                 | 11 octobre 2014 à Hagetmau               | 3e dauphine                              |
| Miss Auvergne           | Morgane Laporte         | 20 ans | 1,76 m | Terjat                  | 13 septembre 2014 à Bellerive-sur-Allier |                                          |
| Miss Bourgogne          | Janyce Guillot          | 20 ans | 1,82 m | Bruailles               | 11 octobre 2014 à Chalon-sur-Saône       |                                          |
| Miss Bretagne           | Maïlys Bonnet           | 20 ans | 1,77 m | Vannes                  | 27 septembre 2014 à Damgan               |                                          |
| Miss Centre             | Amanda Xeres            | 18 ans | 1,75 m | Saint-Doulchard         | 4 octobre 2014 à Déols                   | Top 12 (12e)                             |
| Miss Champagne-Ardenne  | Mélissa Cervoni         | 20 ans | 1,77 m | Vanault-les-Dames       | 10 octobre 2014 à Saint-Dizier           |                                          |
| Miss Corse              | Dorine Rossi            | 20 ans | 1,83 m | Porto-Vecchio           | 31 août 2014 à Porticcio                 |                                          |
| Miss Côte d'Azur        | Charlotte Pirroni       | 21 ans | 1,70 m | Roquebrune-Cap-Martin   | 3 août 2014 à Mougins                    | 2e dauphine                              |
| Miss Franche-Comté      | Anne-Mathilde Cali      | 24 ans | 1,73 m | Besançon                | 18 octobre 2014 à Port-sur-Saône         | Prix du Costume régional                 |
| Miss Guadeloupe         | Chloé Mozar             | 19 ans | 1,80 m | Les Abymes              | 26 juillet 2014 aux Abymes               | Top 12 (10e) Prix de la Sympathie        |
| Miss Guyane             | Valeria Coelho Maciel   | 19 ans | 1,71 m | Kourou                  | 11 octobre 2014 à Cayenne                |                                          |
| Miss Île-de-France      | Margaux Savarit         | 23 ans | 1,76 m | Paris                   | 13 septembre 2014 à Évry                 | Top 12 (11e) Prix de la Culture générale |
| Miss Languedoc          | Marie Fabre             | 22 ans | 1,70 m | Montpellier             | 2 août 2014 à Mauguio                    | Prix de la Photogénie TV Mag             |
| Miss Limousin           | Léa Froidefond          | 19 ans | 1,72 m | Allassac                | 3 octobre 2014 à Limoges                 |                                          |
| Miss Lorraine           | Charlène Lallemand      | 18 ans | 1,74 m | Chantraine              | 18 octobre 2014 à Yutz                   |                                          |
| Miss Martinique         | Moëra Michalon          | 20 ans | 1,70 m | Le Marigot              | 25 juillet 2014 aux Trois-Îlets          |                                          |
| Miss Mayotte            | Ludy Langlade           | 18 ans | 1,76 m | Chirongui               | 30 août 2014 à Mamoudzou                 |                                          |
| Miss Midi-Pyrénées      | Laura Pelos             | 24 ans | 1,80 m | Urdens                  | 10 octobre 2014 à Beaumont-de-Lomagne    |                                          |
| Miss Nord-Pas-de-Calais | Camille Cerf            | 19 ans | 1,80 m | Coulogne                | 25 octobre 2014 à Saint-Amand-les-Eaux   | Miss France 2015                         |
| Miss Normandie          | Estrella Ramirez        | 24 ans | 1,71 m | Sées                    | 26 septembre 2014 à Coutances            | Prix de l'Hospitalité                    |
| Miss Nouvelle-Calédonie | Mondy Laigle            | 20 ans | 1,71 m | Nouméa                  | 23 août 2014 à Mont-Dore                 | 6e dauphine                              |
| Miss Orléanais          | Solène Salmagne         | 19 ans | 1,75 m | Nogent-le-Roi           | 5 octobre 2014 à Montargis               |                                          |
| Miss Pays de Loire      | Flavy Facon             | 21 ans | 1,76 m | Brain-sur-Allonnes      | 20 septembre 2014 à Chantonnay           |                                          |
| Miss Pays de Savoie     | Aurore Péron            | 18 ans | 1,76 m | Saint-Jean-de-Maurienne | 19 octobre 2014 à Cluses                 |                                          |
| Miss Picardie           | Adeline Legris-Croisel  | 21 ans | 1,77 m | Amiens                  | 26 octobre 2014 à Beauvais               | 5e dauphine                              |
| Miss Poitou-Charentes   | Mathilde Hubert         | 19 ans | 1,73 m | Cherves-Richemont       | 19 septembre 2014 à Buxerolles           |                                          |
| Miss Provence           | Anne-Laure Fourmont     | 21 ans | 1,74 m | Toulon                  | 5 septembre 2014 à Gémenos               | Top 12 (9e)                              |
| Miss Réunion            | Ingreed Mercredi        | 19 ans | 1,71 m | Saint-Paul              | 27 juin 2014 à Saint-Denis               |                                          |
| Miss Rhône-Alpes        | Aurore Thibaud          | 20 ans | 1,73 m | Fontaine                | 26 octobre 2014 à Villefranche-sur-Saône |                                          |
| Miss Roussillon         | Chena Vila Real Coimbra | 20 ans | 1,70 m | Perpignan               | 10 août 2014 au Barcarès                 | Top 12 (8e)                              |
| Miss Saint-Martin       | Nadika Matthew-Gauthier | 19 ans | 1,72 m | Grand-Case              | 27 juillet 2014 à Grand-Case             |                                          |
| Miss Tahiti             | Hinarere Taputu         | 24 ans | 1,74 m | Rurutu                  | 28 juin 2014 à Papeete                   | 1re dauphine                             |

## Déroulement de la cérémonie

Le Zénith d'Orléans, salle de l'élection.

Le thème de l'élection est « Les Miss font leur cinéma ».
Tout d'abord, les candidates se présentent puis défilent par groupes de 11 :
- Miss Aquitaine, Miss Centre, Miss Normandie, Miss Tahiti, Miss Île-de-France, Miss Roussillon, Miss Pays de Loire, Miss Nord-Pas-de-Calais, Miss Rhône Alpes, Miss Lorraine, Miss Martinique défilent sur le thème du western ;
- Miss Bourgogne, Miss Corse, Miss Orléanais, Miss Limousin, Miss Guyane, Miss Midi-Pyrénées, Miss Nouvelle-Calédonie, Miss Provence, Miss Bretagne, Miss Franche-Comté et Miss Mayotte défilent sur le thème de la science-fiction ;
- Miss Languedoc, Miss Réunion, Miss Auvergne, Miss Picardie, Miss Saint-Martin, Miss Pays de Savoie, Miss Côte d'Azur, Miss Champagne-Ardenne, Miss Poitou-Charentes, Miss Guadeloupe et Miss Alsace défilent sur le thème des comédies musicales.

Les Miss défilent en costume régional puis elles défilent en maillot de bain sur le thème de la comédie, et plus précisément La Panthère rose.
Après l'annonce des 12 demi-finalistes par Sylvie Tellier, Flora Coquerel et Jean-Pierre Foucault, les Miss défilent sur le thème des films romantiques, puis en maillot de bain sur les films policiers.
Les cinq finalistes sont ensuite annoncées. Les deux derniers tableaux sont sur le thème de La Reine des neiges (film d'animation) et sur les grandes cérémonies de cinéma. À la fin de la cérémonie, Patrick Bruel annonce le nom de la gagnante.

### Jury
Le jury complet définitif a été dévoilé le 24 novembre 2014.
| Membre             | Membre                            | Notes |
| ------------------ | --------------------------------- | --- |
| Patrick Bruel      | Patrick Bruel (président du jury) | Chanteur et acteur.                                                                                           |
|                    | Philippe Bas                      | Comédien. |
|                    | Valérie Bègue                     | Miss France 2008, actrice et présentatrice de télévision, participante à la Saison 2 de Danse avec les stars. |
| Laure Manaudou     | Laure Manaudou                    | Nageuse et jurée de Splash.                                                                                   |
| Jean-Luc Reichmann | Jean-Luc Reichmann                | Animateur et producteur de télévision.                                                                        |
| Stéphane Rousseau  | Stéphane Rousseau                 | Humoriste et acteur.                                                                                          |
| Shy'm              | Shy'm                             | Chanteuse, danseuse, participante lors de la saison 2 et jurée des saisons 3 et 4 de Danse avec les stars.    |

### Classement

#### Premier tour
Un jury composé de partenaires (internes et externes) de la société Miss France pré-sélectionne 12 jeunes femmes, lors d'un entretien qui s'est déroulé le 4 décembre. Ce dernier prend en compte : l'éloquence de la Miss, son physique et son résultat au test de culture générale.
| N° attribué | Candidate               |
| ----------- | ----------------------- |
| 1           | Miss Aquitaine          |
| 2           | Miss Roussillon         |
| 3           | Miss Guadeloupe         |
| 4           | Miss Picardie           |
| 5           | Miss Provence           |
| 6           | Miss Tahiti             |
| 7           | Miss Île-de-France      |
| 8           | Miss Nouvelle-Calédonie |
| 9           | Miss Alsace             |
| 10          | Miss Côte d'Azur        |
| 11          | Miss Nord-Pas-de-Calais |
| 12          | Miss Centre             |

#### Deuxième tour
Le jury à 50 % et le public à 50 % choisissent les cinq candidates qui peuvent encore être élues.
Un classement de 1 à 12 est établi pour chacune des deux parties. Une première place vaut 12 points, une seconde 11 points, et la dernière 1 point, même si deux miss arrivent à égalité. L’addition des deux classements est alors faite. Les cinq premières restent en course. En cas d’égalité, c’est le classement du jury qui prévaut (cette règle a permis à Miss Nouvelle-Calédonie d’obtenir le prix de 6e dauphine au détriment de Miss Roussillon).
| Miss                    | Public | Jury | Total |
| ----------------------- | ------ | ---- | ----- |
| Miss Nord-Pas-de-Calais | 12     | 12   | 24    |
| Miss Tahiti             | 11     | 12   | 23    |
| Miss Côte d'Azur        | 10     | 10   | 20    |
| Miss Alsace             | 8      | 9    | 17    |
| Miss Aquitaine          | 9      | 8    | 17    |
| Miss Picardie           | 7      | 6    | 13    |
| Miss Nouvelle-Calédonie | 3      | 7    | 10    |
| Miss Roussillon         | 4      | 6    | 10    |
| Miss Provence           | 2      | 6    | 8     |
| Miss Guadeloupe         | 6      | 2    | 8     |
| Miss Île-de-France      | 1      | 6    | 7     |
| Miss Centre             | 5      | 2    | 7     |

#### Troisième tour
Le public est seul à voter lors de cette troisième et dernière phase. La candidate qui a le plus de voix est élue Miss France 2015.
| Candidates              | Résultat |
| ----------------------- | -------- |
| Miss Nord-Pas-de-Calais | 30,03 %  |
| Miss Tahiti             | 25,34 %  |
| Miss Côte d'Azur        | 23,12 %  |
| Miss Aquitaine          | 12,36 %  |
| Miss Alsace             | 11,34 %  |

### Prix attribués
| Prix                         | Candidates                                     |
| ---------------------------- | ---------------------------------------------- |
| Prix du Costume Régional     | Miss Franche-Comté – Anne-Mathilde Cali        |
| Prix de la Sympathie         | Miss Guadeloupe – Chloé Mozar                  |
| Prix de la Culture générale  | Miss Île-de-France – Margaux Savarit (19,5/20) |
| Prix de la Photogénie TV Mag | Miss Languedoc – Marie Fabre                   |
| Prix de l'Hospitalité        | Miss Normandie – Estrella Ramirez              |

## Observations